# Patteson Nickalls
Patteson Womersley Nickalls (Widdington, Essex, 23 de gener de 1876 – Rugby, Warwickshire, 10 de setembre de 1946) va ser un esportista anglès que va competir a cavall del segle xix i el segle xx.
Fou jugador de polo, de rugbi i de criquet, però fou en el polo on aconseguí el seu principal èxit esportiu. Així, el 1908 va prendre part en els Jocs Olímpics de Londres, on guanyà la medalla d'or en la competició de polo, com a integrant de l'equip Roehampton. En aquest equip també hi competien George Arthur Miller, Charles Darley Miller i Herbert Haydon Wilson.
En 1900 s'allistà a la infanteria lleugera de Durham i va servir a la Segona Guerra Bòer. Va prendre part en l'alliberament de Ladysmith i la batalla de Colenso. Es llicencià de l'exèrcit el 1901 i passà a treballar en la Borsa de Londres. Durant la Primera Guerra Mundial va lluitar al front occidental en la Northamptonshire Yeomanry.